# 王平 (1931年)
王平（1931年10月—2013年8月17日），男，陕西富平人，中华人民共和国政治人物，曾任甘肃省人民政府秘书长，甘肃省人民检察院检察长、党组书记，甘肃省政协副主席。